# Équennes-Éramecourt
Équennes-Éramecourt è un comune francese di 321 abitanti situato nel dipartimento della Somme nella regione dell'Alta Francia.

## Società

### Evoluzione demografica
Abitanti censiti